# Blackie's Redemption
Blackie's Redemption è un film muto del 1919 diretto da John Ince che ripropone per lo schermo, prodotto e distribuito dalla Metro Pictures Corporation, il personaggio di Boston Blackie, il ladro galantuomo, già interpretato l'anno precedente da Bert Lytell in Boston Blackie’s Little Pal. La sceneggiatura di Finis Fox è, infatti, un adattamento del romanzo Boston Blackie di Jack Boyle, pubblicato a New York nel 1920. Il romanzo, a sua volta, è una compilation di due racconti di Boyle che avevano come protagonista il personaggio di Boston Blackie: Boston Blackie's Mary e Fred the Count, usciti rispettivamente nel novembre 1917 e nel gennaio 1918 sul Red Book Magazine.

## Trama

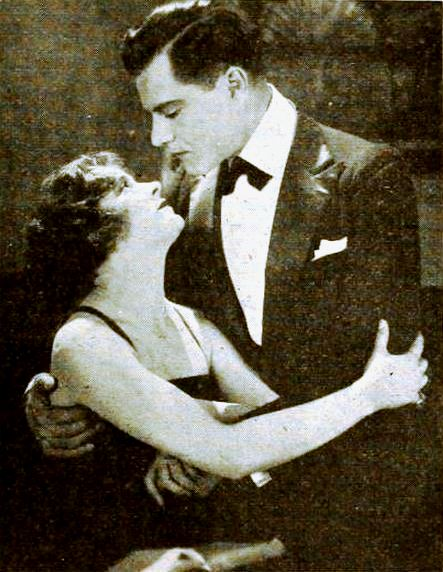
Alice Lake e Bert Lytell

Boston Blackie, deciso a rifarsi una vita da galantuomo dopo le sue nozze con Mary Dawson, prima del matrimonio viene invece arrestato e condannato a vent'anni di prigione con l'accusa di avere rubato un prezioso gioiello che, in realtà, è stato rubato da Fred il "Conte". Con il campo rimasto libero, quest'ultimo cerca di conquistare Mary, ma lei, fedele al suo innamorato, respinge le profferte amorose di Fred. Intanto, l'unica speranza per Blackie è quella di tentare la fuga: dopo essersi fatto ricoverato in ospedale, riesce nel suo intento, inseguito, però, dal direttore della prigione. Messo alle strette, Blackie potrebbe liberarsi di lui sparandogli, ma il suo senso morale gli proibisce di fare una cosa simile con un uomo indifeso, dimostrando così al suo inseguitore di non essere un criminale. Colpito dal suo senso dell'onore, l'altro lo lascia fuggire permettendo così a Blackie di trovare le prove che dimostrano la sua innocenza e che inchiodano il "Conte". Scagionato e libero, Blackie può adesso partire con la sua fedele Mary alla volta di Honolulu.

## Produzione
Il film fu prodotto dalla Metro Pictures Corporation con i titoli di lavorazione Powers That Pray e Out of the Depths.

## Distribuzione
Il copyright del film, richiesto dalla Metro Pictures Corp., fu registrato il 21 aprile 1919 con il numero LP13629.

Distribuito dalla Metro Pictures Corporation, il film era uscito nelle sale statunitensi il 14 aprile 1919.
Non si conoscono copie ancora esistenti della pellicola che viene considerata presumibilmente perduta.